# Kapuk (Tabir Ulu)
Kapuk is een bestuurslaag in het regentschap Merangin van de provincie Jambi, Indonesië. Kapuk telt 1829 inwoners (volkstelling 2010).